# Sanchytriomycota
Sanchytriomycota Galindo, López-García, Torruella, Karpov & Moreira – typ grzybów.

## Charakterystyka
Są to grzyby wodne będące obligatoryjnymi pasożytami glonów słodkowodnych i powierzchownie przypominają Chytridiomycetes. Mają zaokrąglone do wydłużonych anatropiczne zarodnie i niezwykłe ameboidalne pływki z nibynóżkami i tylnym pseudocilium (zredukowana nieruchoma wić).
Do typu Sanchytriomycota należą tylko dwa gatunki zaliczane do różnych rodzajów. Badania mikroskopem elektronowym ich pływek i zarodni ujawniły skrajne osobliwości u obu gatunków. Mają one silnie zredukowany aparat wiciowy z bardzo długim kinetosomem (do 1,5 µm) złożonym z 9 singletów (Sanchytrium) i singletów lub dubletów (Amoeboradix), mikrotubul i aksonem zaledwie czterech mikrotubul podtrzymujących cienkie i nieruchome pseudocilium. Centriole w zarodniach również składają się z dziewięciu singletów. Na podstawie pozycji filogenetycznej i osobliwości morfologicznych Amoeboradix i Sanchytrium zostały umieszczone w nowym typie Sanchytriomycota.

## Systematyka
Jest to takson monotypowy – należy do niego tylko jedna klasa:
- klasa: Sanchytriomycetes Tedersoo, Sánchez-Ramírez, Kõljalg, Bahram, Döring, Schigel, T. May, M. Ryberg & Abarenkov 2018
  - podklasa incertae sedis
    - rząd: Sanchytriales Tedersoo, Sánchez-Ramírez, Kõljalg, Bahram, Döring, Schigel, T. May, M. Ryberg & Abarenkov 2018
      - rodzina: Sanchytriaceae Karpov & Aleoshin 2017
        - rodzaj Amoeboradix Karpov, López-García, Mamkaeva & Moreira 2020
          - gatunek Amoeboradix gromovii Karpov, López-García, Mamkaeva & Moreira 2020

        - rodzaj Sanchytrium Karpov & Aleoshin 2017
          - gatunek Sanchytrium tribonematis Karpov & Aleoshin 2017[3][4].

W 2002 r. do typu Sanchytriomycota należały tylko dwa gatunki.